# نووله اسکیسارو
نووله اسکیسارو (ایتالیایی: Novella Schiesaro؛ زادهٔ ۲۵ ژوئیهٔ ۱۹۷۳) بازیکن زن بسکتبال اهل ایتالیا بود. وی در بازی‌های المپیک تابستانی ۱۹۹۶ شرکت کرده‌است.